# الکساندر نجار
الکساندر نجار (به فرانسوی: Alexandre Najjar) زادۀ بیروت در ۱۹۶۷ میلادی، نویسنده و هنرمند فرانسوی زبان اهل لبنان، در سدهٔ بیستم است.

## دوران کودکی و شغل
وی در بیروت به دنیا آمد و تحصیلات متوسطه خود را در کالج نوتر‌دام به پایان رساند و پس از آن در دانشگاه پاریس ۲ در رشته حقوق تحصیل کرد. در آنجا در رشته بانکداری و حقوق مالی تخصص یافت و علاوه بر اشعار، بیش از ۳۰ کتاب به رشته تحریر درآورد.